# Owain Yeoman
Owain Yeoman (Cas-gwent, Sir Fynmwy, 2 de juliol de 1978) és un actor gal·lès de televisió i cinema, conegut principalment pel seu paper d'agent Wayne Rigsby a la sèrie The Mentalist.

## Biografia
Yeoman va néixer i créixer a Cas-gwent i va estudiar a la Wyedean School de Gloucestershire (Anglaterra), on va mostrar interès en la llengua i la literatura angleses i va formar part d'algunes obres teatrals amateurs. Tot seguit va estudiar al Brasenose College de la Universitat d'Oxford i va obtenir un títol en Literatura anglesa. Tot i que els seus plans inicials eren continuar amb els estudis de doctorat, en no poder assegurar la seva beca es va veure forçat a desistir, i va treballar de banquer al Canary Wharf. Amb els diners que va guanyar va poder entrar més endavant a la Royal Academy of Dramatic Art (RADA) de Londres, on va fer interpretació i es va graduar el 2003.
A partir d'aleshores va aparèixer en dues produccions teatrals d'obres de William Shakespeare, Otel·lo i Al vostre gust, i en un episodi de la sèrie de televisió Midsomer Murders abans de fer el seu debut cinematogràfic com a Lisandre amb Troia. Un cop finalitzat el rodatge d'aquesta pel·lícula va traslladar-se a viure a Los Angeles.
També va fer una aparició en un episodi de Midsomer Murders (2004) i va tenir una petita part a Beerfest (2006), de Broken Lizard. El 2008 va interpretar al Sgt. Eric Kocher a la minisèrie d'HBO Generation Kill i al dolent principal de l'episodi pilot de Terminator: The Sarah Connor Chronicles, un model T-888 de cyborg, tot i que finalment aquest paper se'l va quedar l'actor Garret Dillahunt. El mateix any va arribar The Mentalist, una sèrie on va interpretar durant tota la sisena temporada l'agent de policia Wayne Rigsby, un dels personatges principals, al costat de Simon Baker, Robin Tunney, Amanda Righetti i Tim Kang.
El 2011 va protagonitzar Chromeskull: Laid to Rest 2, i el 2014 va ser el convidat en tres episodis de la sèrie Extant i va tenir un petit paper a la pel·lícula American Sniper, el seu primer èxit en el cinema. L'any 2015 va fer de Vartox en l'episodi pilot de la sèrie Supergirl, i entre el 2015 i el 2017 va interpretar al General Benedict Arnold a les temporades 2, 3 i 4 de la sèrie Turn: Washington's Spies.
El 2016 va tornar al cinema de la mà de Greg McLean amb el thriller de terror The Belko Experiment, on hi interpretava a Terry Winter, un dels empleats expatriats de l'empresa. Yeoman va continuar, però, fent televisió, amb les sèries Elementary (2016) i The Blacklist (2017), en les quals apareixia en un sol episodi, i a partir del 2019 a Emergence, en el paper de Benny Gallagher.

### Vida personal
El desembre del 2006 Yeoman va casar-se a la Catedral de Saint Paul de Londres amb l'actriu Lucy Davis (The Office), i la parella es va divorciar l'octubre del 2011. El 7 de setembre de 2013 va tornar a casar-se, aquesta vegada amb la dissenyadora de joies Gigi Yallouz, amb qui té una filla, en una cerimònia privada a Malibu (Califòrnia).
L'actor és vegetarià i va participar en una campanya de PETA promovent el vegetarianisme, com anteriorment ja havien fet Alicia Silverstone, Paul McCartney, Sadie Frost i Joss Stone, entre d'altres.

## Filmografia principal
| Any          | Títol                                   | Personatge           | Notes                                                 |
| ------------ | --------------------------------------- | -------------------- | ----------------------------------------------------- |
| 2004         | Troia                                   | Lisandre             | pel·lícula                                            |
| 2004         | Midsomer Murders                        | Henry Charlton       | sèrie de TV; episodi "Dead in the Water"              |
| 2004         | Commando Nanny                          | Miles Ross           | sèrie de TV                                           |
| 2005–2006    | Kitchen Confidential                    | Steven Daedalus      | sèrie de TV; 13 episodis                              |
| 2006         | Beerfest                                | Mariner australià #1 | pel·lícula                                            |
| 2006–2007    | The Nine                                | Lucas Dalton         | sèrie de TV; 13 episodis                              |
| 2007         | Traveling in Packs                      | Ken                  | telefilm                                              |
| 2008         | Terminator: The Sarah Connor Chronicles | Cromartie (T-888)    | sèrie de TV; episodi pilot                            |
| 2008         | Generation Kill                         | Sgt. Eric Kocher     | sèrie de TV; 7 episodis                               |
| 2008–2015    | The Mentalist                           | Wayne Rigsby         | sèrie de TV; 132 episodis                             |
| 2011         | Chromeskull: Laid to Rest 2             | Detectiu King        | pel·lícula                                            |
| 2011         | The Cleveland Show                      | Narrador (veu)       | sèrie de TV; episodi "The Hurricane"                  |
| 2014         | Extant                                  | Dr. Mason            | sèrie de TV; 3 episodis                               |
| 2014         | American Sniper                         | Ranger One           | pel·lícula                                            |
| 2015         | Supergirl                               | Vartox               | sèrie de TV; episodi pilot                            |
| 2015–2017    | Turn: Washington's Spies                | Benedict Arnold      | sèrie de TV; 29 episodis                              |
| 2016         | The Belko Experiment                    | Terry Winter         | pel·lícula                                            |
| 2016         | Elementary                              | Julius Kent          | sèrie de TV; episodi "Henny Penny the Sky Is Falling" |
| 2017         | The Blacklist                           | Greyson Blaise       | sèrie de TV; episodi "Greyson Blaise (No. 37)"        |
| 2019–present | Emergence                               | Benny Gallagher      | sèrie de TV                                           |